# Sèrie de Liouville-Neumann
En matemàtiques, la sèrie de Liouville-Neumann és una sèrie infinita que correspon a la tècnica resolvent de resolució de les equacions integrals de Fredholm en la teoria de Fredholm.

## Definició
La sèrie Liouville-Neumann (iterativa) es defineix com 
{\displaystyle \phi \left(x\right)=\sum _{n=0}^{\infty }\lambda ^{n}\phi _{n}\left(x\right)}
que, sempre que {\displaystyle \lambda } sigui prou petita perquè la sèrie convergeixi, és la solució única contínua de l'equació integral de Fredholm de segon tipus, 
| {\displaystyle f(t)=\phi (t)-\lambda \int _{a}^{b}K(t,s)\phi (s)\,ds.} |
Si el n-èsim nucli iterat es defineix com n−1 integrals niades de n operadors K, 
{\displaystyle K_{n}\left(x,z\right)=\int \int \cdots \int K\left(x,y_{1}\right)K\left(y_{1},y_{2}\right)\cdots K\left(y_{n-1},z\right)dy_{1}dy_{2}\cdots dy_{n-1}}
aleshores
{\displaystyle \phi _{n}\left(x\right)=\int K_{n}\left(x,z\right)f\left(z\right)dz}
amb
{\displaystyle \phi _{0}\left(x\right)=f\left(x\right)~,}
tan K0 es pot considerar que sigui δ(x−z).
El resolvent (o resolvent el nucli per a l'operador integral) és llavors donat per una «sèrie geomètrica» analògica esquemàtica.
{\displaystyle R\left(x,z;\lambda \right)=\sum _{n=0}^{\infty }\lambda ^{n}K_{n}\left(x,z\right).}
on K0 s'ha pres per ser δ(x−z).
Així doncs, la solució de l'equació integral esdevé simplement 
{\displaystyle \phi \left(x\right)=\int R\left(x,z;\lambda \right)f\left(z\right)dz.}
Es poden utilitzar mètodes similars per resoldre les equacions de Volterra.